# Генеалогическое древо

Пример восходяще-нисходящего смешанного генеалогического древа

Родословное, родовое или генеалогическое древо — схематичное представление родственных связей, родословной росписи в виде условно-символического «дерева», у «корней» которого указывается родоначальник, на «стволе» — представители основной (по старшинству) линии рода, а на «ветвях» — различных линиях родословия, известные его потомки — «листья» (настоящий пример иллюстрирует древо «нисходящего родословия», каковые являются наиболее распространёнными); но зачастую, если она, роспись, не стилизована в виде дерева реального, что было очень распространено в прошлом, схема представляет родословное древо в перевёрнутом виде, когда родоначальник располагается в верхней части таблицы.

## Общие сведения
Генеалогическим или родословным древом также называют представление восходящих или нисходящих родословий и генеалогических таблиц вообще — всем этим занимается генеалогия (родословие). 
Круговая таблица представляет собой частный и редко используемый вариант менее распространённого — «смешанного восходящего родословия» (от лица — в центре, по материнской и отцовской линиям — к предкам). Такие таблицы чаще встречаются во французской и английской генеалогии. В центре круга размещается лицо, предки которого изучаются, второй (внешний) круг делится пополам, в нём указываются отец и мать, третий, концентрический круг делится на 4 части, в них записываются бабушки и дедушки и так далее. В русской генеалогии прямым считается родство исключительно по мужской линии, «от отца к сыну нисходящее»; эта норма хорошо иллюстрируется статусом принадлежности к дворянскому сословию, которое не наследовалось по линии матери, то есть предки и потомки по материнской линии не пребывают в прямом родстве (она является единственным и последним по своей линии прямым потомком), однако в эпоху «матриархата» потомки по материнской линии пребывали в прямом родстве. Неслучайно существует выражение «род пресёкся», что подразумевает, прежде всего, отсутствие сыновей.

## О значении термина
Получившее довольно широкое распространение использование слова «дерево» вместо традиционно употреблявшегося и имеющего полноценное значение в настоящее время — «древо», считается искажением профессионального тезауруса и девальвацией общепринятых норм языка прикладной исторической дисциплины, каковой является генеалогия, а не только корпоративного — арго родословов. Настоятельная потребность сохранения традиции объясняется не только «декоративными» соображениями, а и вполне утилитарными и — довольно просто: интегральные, междисциплинарные особенности настоящей науки (сочетание в исследованиях обращения к весьма разнородным по жанровой принадлежности источникам), подразумевают не только свои нормы цеха, но и опасность соседствования искажённого термина с омонимом. Кроме того, это ещё один пример обеднения и без того донельзя «усохшего» языка, переполненного не только всепроникающим жаргоном, но и совершенно неоправданными, чуждыми оборотами.